# 長門裕之
長門 裕之（ながと ひろゆき、1934年〈昭和9年〉1月10日 - 2011年〈平成23年〉5月21日）は、日本の俳優。昭和時代の日活映画の「青春スター」。（今村昌平監督と組んだ）『にあんちゃん』で1959年（昭和34年）のブルーリボン男優主演賞受賞。『豚と軍艦』『秋津温泉』などで主演。テレビドラマなどでも活躍。俳優の津川雅彦は実弟。

## 来歴
歌舞伎俳優の沢村国太郎を父に、女優のマキノ智子を母に、本名 加藤 晃夫（かとう あきお）として、京都府京都市中京区で誕生。両親もそうだが、祖父は「日本映画の父」と呼ばれる牧野省三、狂言作者の竹芝伝蔵、叔父に加東大介、叔母に沢村貞子がいるという演劇・映画などを本業とする芸能一家の一員として誕生。加藤家では6年後に弟の津川雅彦が誕生。
映画初出演は、6歳ころの、1940年の『続清水港』。戦前（つまり太平洋戦争前）から子役として活躍し、当時は「名子役」として知られていた。
花園高等学校卒業し、立命館大学文学部へ進学。同大学を中退。学生時代は俳優を一時休業。
戦後、映画製作を再開した日活に入社。
芸名のうち「裕之」は、同じ大学の先輩で日頃から尊敬していた俳優の杉裕之に由来し、「長門」は易者に診てもらった結果「8画の文字が縁起が良い」と言われて、いずれも8画の漢字を選んだ。

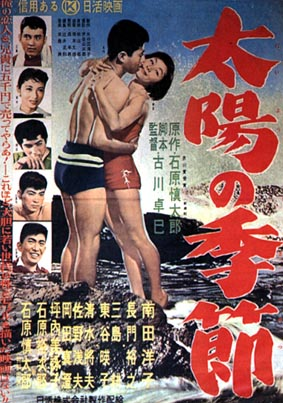
『太陽の季節』のポスター

太陽族映画の第1作となる、芥川賞受賞で話題となった石原慎太郎の小説が原作の『太陽の季節』に、「日活の看板スター」という位置づけで主演し、奔放で破滅的な生きざまの青年を好演。
1961年に、共演した南田と結婚。当時、美男・美女のカップル、理想のカップル、などとして話題となり、ブロマイドなどもよく売れた。
翌1962年に日活を退社してフリーとなる。吉田史子事務所に所属した後、1964年に妻・南田洋子と「人間プロダクション」を設立し、1968年にMBSでテレビドラマ「カツドウ屋一代」を製作・主演したが、凝りに凝った作りだったため2億円近い赤字になった。映画スター達が独立の映画製作プロダクションを設立する流れの一端だった。夫婦そろってCM出演や『ミュージックフェア』の司会などの仕事をこなし、赤字は無事完済している。
1982年からはKBS京都が主催する交通遺児支援のチャリティー番組『かたつむり大作戦』のキャンペーンパーソナリティー（南田は1984年から参加）として2005年の同キャンペーン終了まで出演を続けたことでも知られる。
1985年11月に『洋子へ』（データハウス）を出版。南田への告白という形で、自身の奔放な女性関係などを実名で赤裸々に記し、いわゆる暴露本として世を騒がせた。これに対し、実名を書かれた池内淳子は記者会見を開き、「なぜ私が下着を洗わなければいけないんですか！」と怒りをあらわにして否定した。また、松田聖子を「社会人としての態度がなっていない」「歌は聴くに耐えない」と酷評。長門の事務所をやめて独立した紺野美沙子にいたっては「才女みたいに言われてるけど、パーティーなんかあるとすぐ男と消えちゃう。男のことになると、てんでだらしがないんだ」と断言。紺野は急遽記者会見を開き、激怒のあまり涙を流しながら「嫁入り前の娘がこんなことを書かれて、黙ってられません」と本を叩きつけた。そのほかにも、扇千景、石原真理子などの有名女優についても赤裸々な表現で記述された。長門の後日談によれば酒を飲みながら話していた無駄話が原稿にされたと言い、いずれも真偽不明である。また、帝国ホテルで、ウェイターが長門のタキシードに鴨料理を誤って落っことしただけでウェイターが首になった、と自慢げに記述したが、同ホテルはこれを否定している。
集中砲火を浴びた長門（データハウス）側は初版を回収し、問題箇所を書き直した改訂版を出したうえ、池内に対しては新聞に謝罪広告を掲載した。長門は「ゴーストライターによる口述筆記だったため真意が伝わらなかった」などと弁明したが、理想的なおしどり夫婦のイメージが崩れたため、南田とともにすべての出演番組とCMの降板を余儀なくされるなど、この騒動が以後の芸能活動に大きなダメージを与えた。ワイドショーの多数の取材を受け、「こんな本はダメです!」と自著を机に叩き付ける場面が繰り返し放映された。
長年かけて復調し、おもにテレビドラマでの敵役や悪役を多くこなし、活躍した。
晩年は「（浮気や、前記の著書で迷惑をかけた人々へのお詫びなどを含め）苦労をかけた洋子への恩返し」として認知症になった南田の介護に取り組みつつ、「リタイアした洋子（=南田）の分まで」と発起し、精力的に活動を行った。介護の様子はテレビでも公開された。小型カメラ2台などにより、生々しい介護の様子、日常生活が明らかとなり反響を呼んだ。視聴率は関東で22.9%、関西で20.6%、瞬間最高視聴率は27%と2008年のテレビ朝日放映番組1位の視聴率を獲得している。
また、長年確執があったとされた津川との共演も増やし、津川がマキノ雅彦名義で監督を務めた作品にも出演した。
2009年4月1日、南田が認知症悪化による意識混濁の状態となり、自宅から都内の病院に緊急搬送され入院。その後長門本人より、南田の病状について会見を行う。「意識は行ったり来たり。このまま植物状態になったらどうしよう、とも考えていた」と、長門は涙ながらに苦しい心境を語った。5月に手記『待ってくれ、洋子』（主婦と生活社）を刊行した。しかし、10月21日に南田はクモ膜下出血により76歳で死去した。倒れた前日に続き、当日も明治座での舞台公演後に記者会見を開き、「これからは女房のない世界に踏み出していきます。思い出の中で洋子は生きてますから。これは永遠のものです」「4年間、僕が介護することで、僕の人生をよみがえらせてくれて、人生観を変えてくれました」と涙を浮かべながら記者陣に対してコメントを述べた。
亡くなる直前まで出演作品がコンスタントに放送されていたが、南田の死から1年7か月後の2011年5月21日午後5時20分、東京都文京区の順天堂医院にて77歳で死去した。同日夜に津川は病状について「肺炎をきっかけにした合併症であったが、前日は元気であった」と述べ、当日になって容体が急変したことを明かした。長門とはプライベートで60年来の旧友であった浅丘ルリ子も津川と駆けつけてマスコミの取材や応対に応じた。
長門の死去の5日前の5月16日には児玉清が死去している。
長門の訃報を受けて、九年会メンバーで長年親交が深かった橘家圓蔵は「（玉置宏、坂上に続いて）どんどん仲間がいなくなっちゃう」と哀悼のコメントを発表した。この他にも『どんど晴れ』で共演した比嘉愛未が自らのブログで長門を悼むコメントを記し、『池中玄太80キロ』で共演した西田敏行が「玄太は泣いています」と語るなど、長門と縁のあった人々が哀悼のコメントを寄せた。長門・南田夫妻から実弟のように可愛がられて長年親交があった萩本欽一は、弔問に訪れた際「最高の先輩で、友達で、兄貴だった」と声を詰まらせながら話した。
葬儀・告別式は5月24日、東京都港区の善福寺で津川が喪主を務めて営まれ、遺体は品川区の桐ヶ谷斎場で荼毘に付された。23日の通夜では中井貴一と笹野高史が、24日の葬儀・告別式では黒柳徹子と奥田瑛二が弔辞を読んだ。法名は「極芸院釋浄晃」（ごくげいいんしゃくじょうこう）。
最後の映画出演作品は2010年10月9日公開の『青い青い空』。テレビドラマの遺作は亡くなる約2か月前の2011年3月26日、NHK放送の 土曜時代劇『隠密八百八町』 最終話であった。

## 主な受賞歴
- 1959年（昭和34年）度 ブルーリボン賞主演男優賞ホワイトブロンズ賞男優賞『にあんちゃん』
- 1963年（昭和38年）度 毎日映画コンクール男優助演賞『古都』

## 南田洋子との関係
南田は、大映から日活に移籍して長門の同僚となった。当時、南田がすでに“大物女優”であったのに対して、長門はまだ“駆け出しの俳優”であった。南田は日活の専用車で自宅まで送り迎えをしてもらう身分であった。その頃、偶然、南田の自宅と長門の自宅が同じ方向であることが分かり、運良く長門が南田を送迎する車に一緒に乗せてもらうことになった。長門はこのチャンスを生かし、毎日車の中で南田に猛アタックをし続けた。その結果長門は、憧れていた格上の南田洋子の彼氏になることができた。
長門はプライドが高かったため、交際していた南田洋子より自分のほうが年収が低いということに、引け目を感じていた。そのため長門は、自分の年収が南田の年収より多くなるまでは南田と結婚しないと決め、仕事に励んだ。長門が南田と結婚したのは、自分の年収が南田の年収を上回った1961年のことであった。
南田との間に子供はいなかった。妻・南田が出産適齢期だった頃、夫婦で『ミュージックフェア』の司会を長年続け、“おしどり夫婦”と呼ばれていた。そのため長門は仕事を優先させ、南田との間に子供を作らなかった。そのことについて長門はテレビ番組のインタビューで「妻を妊娠させて番組を休ませるなんてことは考えられなかった」と述べている。

## 人物
- 同じ昭和9年（1934年）生まれの石原裕次郎、愛川欽也、大橋巨泉、財津一郎、坂上二郎、藤村俊二、睦五朗、森山周一郎らと「昭和九年会」を結成し、チャリティー事業などにも取り組んだ。

- 1967年4月に行われた東京都知事選挙では、妻の南田洋子、叔母の沢村貞子、叔父の加東大介とともに美濃部亮吉の推薦人に名を連ねた[10]。

- 1971年4月に行われた東京都知事選挙でも美濃部を応援。南田とともに選挙公報に記された支持者一覧に名を連ねた[11]。但し、美濃部の没後も革新系の政治家を支持していたかは不明である。弟の津川雅彦は老年期以降、保守系の政治家(安倍晋三等)を支持し、中道系や革新系の政治家や文化人を批判する言動が見られたが、長門が表立ってそれに同調した形跡はない。

- 「人間プロダクション」のほか、長門は芸能プロダクションを経営したことがあり、その所属タレントだった紺野美沙子が独立した際には、紺野と激しく対立した。紺野はテレビ番組のインタビューで、長門から「芸能界にいられなくしてやるぞ」と言われたと告白している。逆に長門は、自身の書いた芸能界の暴露本『洋子へ』の中でも、紺野を「男ぐせの悪い尻軽女だ」と批判した。

- 長く芸能界に携わっていることもあり、邦画・洋画・テレビ番組などジャンルを問わず7,000枚を超えるLD（レーザーディスク）を所有していた。また、親友でもあった石原裕次郎ら芸能人の私的時間を写した8ミリフィルムも多数所有していた。

- 麻雀に深い造詣を持ち、自宅に雀荘部屋を持っているほど。色川武大も入り浸っていた。このことから長門邸は一時「芸能界の雀荘」の異名をとったこともあったが、長門は晩年には自宅をマンションに建て替えの上、マンション住まいに切り替えた。

## 出演

### 映画

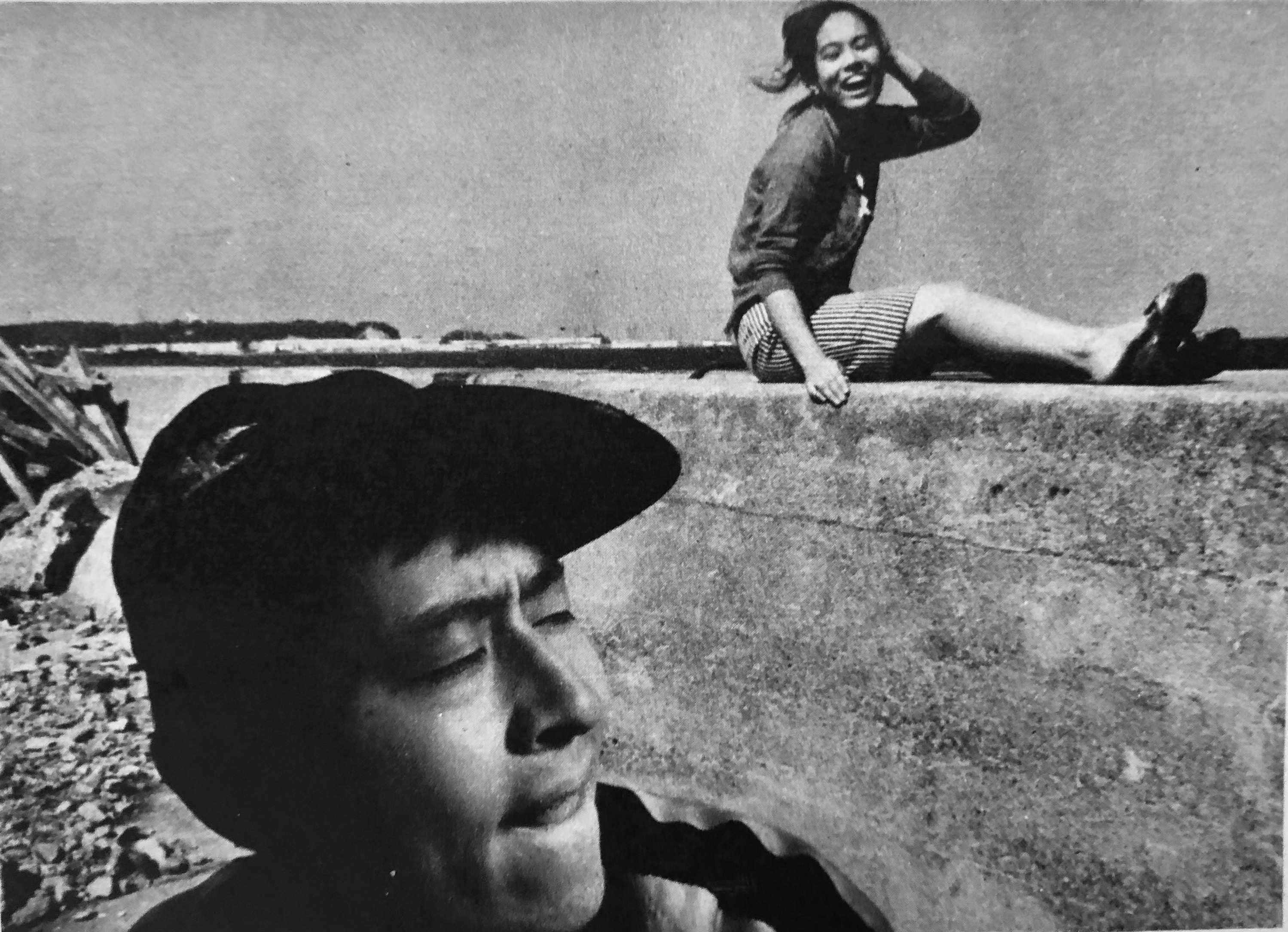
『豚と軍艦』（1961年）

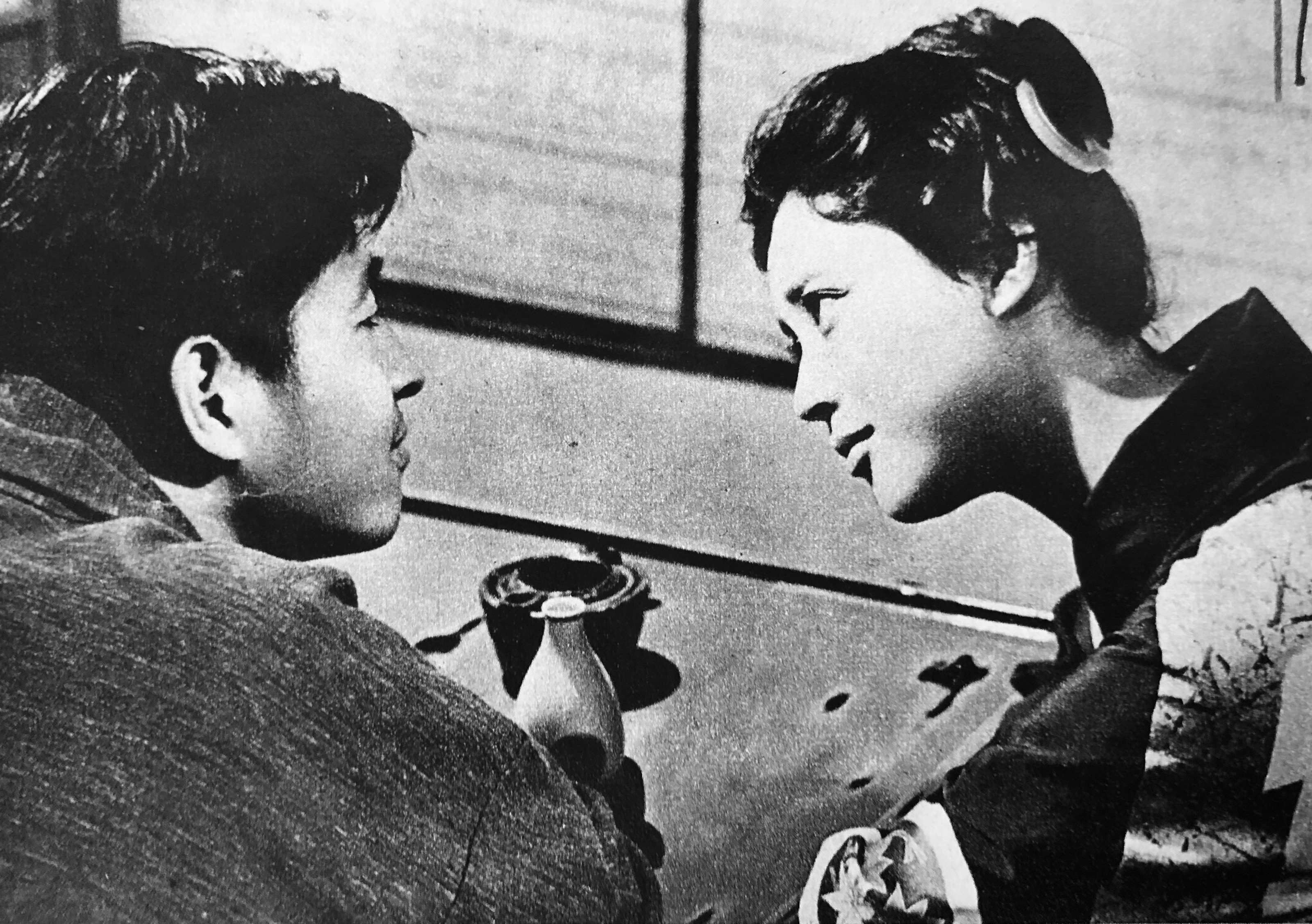
『秋津温泉』（1962年）

- 続清水港（1940年） - 芳太郎（特別出演） 役[注釈 5]
- 鳥人（1940年）[注釈 6]
- 無法松の一生（1943年） - 少年時代の吉岡敏雄 役[注釈 7]
- 女間者秘聞 赤穂浪士（1953年）- 大石主税役
- 次郎長三国志
  - 次郎長三国志 第六部 旅がらす次郎長一家（1953年）
  - 次郎長三国志 第七部 初祝い清水港（1954年）
  - 次郎長三国志（1963年）
  - 次郎長三国志 甲州路殴り込み（1965年）
- 濡れ髪権八（1954年）
- 此村大吉（1954年）
- 照る日くもる日（1954年）
- お役者変化（1954年）
- 七つボタン（1955年）
- 恋天狗（1955年）
- 大岡政談 人肌蝙蝠（1955年）
- 未成年（1955年）
- 隣の嫁（1956年）
- 銀心中（1956年）
- 愛情（1956年）
- ジャズ・オン・パレード 1956年 裏町のお転婆娘（1956年）
- 暁の逃亡（1956年）
- 太陽の季節（1956年） - 主演・津川竜哉 役[注釈 8]
- 狂った果実（1956年） - 海岸の学生 石原 役（特別出演）
- 人間魚雷出撃す（1956年）
- 沖繩の民（1956年）
- 月下の若武者（1957年）[注釈 9]
- 十代の罠（1957年）
- お転婆三人姉妹 踊る太陽（1957年）
- 唄祭り喧嘩旅（1957年）
- 江戸の小鼠たち（1957年）
- 十七才の抵抗（1957年）
- 素足の娘（1957年）
- 鷲と鷹（1957年）
- 危険な関係（1957年）
- 反逆者（1957年）
- 池田大助捕物帖 血染の白矢（1957年）
- 麻薬3号（1958年）
- 夫婦百景（1958年）
- 悪魔の爪痕（1958年）
- 銀座の沙漠（1958年）
- 盗まれた欲情（1958年）
- 野郎と黄金（1958年）
- 地獄の罠（1958年）
- 俺は情婦を殺す（1958年）
- 続 夫婦百景（1958年）
- 果しなき欲望（1958年）
- 大阪の風（1958年）
- 危険な群像（1958年）
- 青春蛮歌（1959年）
- 絞首台の下（1959年）
- 逃亡者（1959年）主演
- ゆがんだ月（1959年）
- 不道徳教育講座（1959年）
- われらの時代（1959年）
- 街が眠る時（1959年）
- 第三の死角（1959年）
- 才女気質（1959年）
- その壁を砕け（1959年）
- にあんちゃん（1959年） - 安本喜一 役
- けものの眠り（1960年）
- 密航0ライン（1960年）
- 狂熱の季節（1960年）
- 天下を取る（1960年）
- 十六歳（1960年）
- 傷だらけの掟（1960年）
- 白銀城の対決（1960年）
- 「キャンパス110番」より 学生野郎と娘たち（1960年）
- 天に代わりて不義を討つ（1961年）
- セールスマン物語 男にゃ男の夢がある（1961年）
- 助っ人稼業（1961年）
- 一本杉はなにを見た（1961年）
- ろくでなし野郎（1961年）
- 堂堂たる人生（1961年）
- 街に気球があがる時（1961年）
- 夜の挑戦者（1961年）
- 豚と軍艦（1961年）
- 一石二鳥（1961年）
- 愛と死のかたみ（1962年）
- 秋津温泉（1962年、松竹） - 河本周作 役
- 当たりや大将（1962年） - 主演・大将 役
- 憎いあンちくしょう（1962年）
- 危いことなら銭になる（1962年）
- 裸体（1962年）
- 人間狩り（1962年）
- 破戒（1962年）
- 猫が変じて虎になる（1962年）
- 青春を返せ（1963年）
- 秘剣（1963年）
- にっぽん昆虫記（1963年）
- 結婚式・結婚式（1963年）
- 「可否道」より なんじゃもんじゃ（1963年）
- 危い橋は渡りたい（1963年）
- 憂愁平野（1963年）
- 古都（1963年）
- 第三の悪名（1963年） - インテリヤクザ・修 役
- いれずみ半太郎（1963年）
- 無宿人別帳（1963年） - 占部小十郎 役
- 人生劇場 続 飛車角（1963年）
- 美しい暦（1963年）
- 拝啓天皇陛下様（1963年） - 棟田博 役 / ナレーション
- 日本侠客伝シリーズ
  - 日本侠客伝（1964年）
  - 日本侠客伝 関東篇（1965年）
  - 日本侠客伝 浪花篇（1965年）
  - 日本侠客伝 血斗神田祭（1966年）
  - 日本侠客伝 雷門の決斗（1966年）
  - 日本侠客伝 斬り込み（1967年）
  - 日本侠客伝 白刃の盃（1967年）
- 拝啓総理大臣様（1964年）
- 無頼無法の徒 さぶ（1964年）
- 図々しい奴シリーズ
  - 図々しい奴（1964年）
  - 続・図々しい奴（1964年）
- 成熟する季節（1964年）
- にっぽんぱらだいす（1964年）
- 人生劇場 新・飛車角（1964年）
- 駈け出し刑事（1964年）
- 大日本コソ泥伝（1964年）
- 顔役（1965年）
- 大根と人参（1965年）
- 大日本ハッタリ伝（1965年）
- 任侠男一匹（1965年）
- 大阪ど根性物語 どえらい奴（1965年）
- 暖春（1965年）
- 関東果し状（1965年）
- 色ごと師春団治（1965年）
- 続青雲やくざ 怒りの男（1965年）
- 無頼漢仁義（1965年）
- 大日本ハッタリ伝（1965年）
- 小判鮫 お役者仁義（1966年）
- とべない沈黙（1966年）
- 太陽に突っ走れ（1966年） - 増田健吉 役
- ド根性大将（1966年）
- 男の勝負（1966年）
- 男の顔は切り札（1966年）
- 日本一のマジメ人間（1966年）
- 暗黒街シリーズ 荒っぽいのは御免だぜ（1967年）
- 嵐来たり去る（1967年）
- 喜劇 夫婦善哉（1968年）
- 侠客列伝（1968年）
- 喜劇 競馬必勝法 大穴勝負（1968年）
- 夜明けの二人（1968年）
- BG・ある19才の日記 あげてよかった!（1968年）
- 新網走番外地（1968年）
- ひばり・橋の花と喧嘩（1969年）
- 博徒無情（1969年）
- 残酷おんな私刑（1969年）
- 緋牡丹博徒シリーズ
  - 緋牡丹博徒 二代目襲名（1969年）
  - 緋牡丹博徒 仁義通します（1972年）
- 日本残侠伝（1969年）
- でっかいでっかい野郎（1969年）
- やくざ非情史 刑務所兄弟（1969年）
- 女の警察 国際線待合室（1970年）
- 昭和残侠伝 死んで貰います（1970年）
- 喜劇 おめでたい奴（1971年）
- 任侠列伝 男（1971年）
- 傷だらけの人生 古い奴でござんす（1971年）
- 純子引退記念映画 関東緋桜一家（1972年）
- 日本暴力団 殺しの盃（1972年）
- あゝ声なき友（1972年）
- バージンブルース（1974年）
- 赤ちょうちん（1974年）
- 青春狂詩曲（1975年）
- 遺書 白い少女（1976年） - 土屋医師 役
- どんぐりッ子（1976年）
- 瞳の中の訪問者（1977年）
- 人間の証明 Proof of the Man（1977年）
- 仁義と抗争（1977年）- 金野房次郎 役
- 白熱デッドヒート（1977年）
- 雲霧仁左衛門（1978年）
- 九月の空（1978年）
- 正午なり（1978年）
- くるみ割り人形（1979年 サンリオ製作の人形劇アニメ） - 文学博士 役
- 茗荷村見聞記（1979年）
- 東京大空襲 ガラスのうさぎ（1979年） - 主人公の父 役
- 五番町夕霧楼（1980年）
- 不良少年（1980年）
- 父よ母よ!（1980年）
- 典子は、今（1981年）
- 連合艦隊（1981年） - 武田上整曹 役[12]
- 巣立ちのとき 教育は死なず（1981年）
- ふるさと（1983年）- 村山伝六
- ナナカマドの挽歌（1983年）
- 雨が好き（1983年）
- 泪橋（1983年）
- 湾岸道路（1984年）
- テイク・イット・イージー（1986年） - 氷室画伯 役
- 旅路 村でいちばんの首吊りの木（1986年）  - 道夫 役
- 母さんの樹（1986年）
- 南へ走れ、海の道を!（1986年）
- 片翼だけの天使（1986年）
- 道（1986年）
- おれは男だ! 完結編（1987年）
- ハチ公物語（1987年）
- スケバン刑事シリーズ
  - スケバン刑事（1987年） - 暗闇指令 役
  - スケバン刑事 風間三姉妹の逆襲（1988年） - 暗闇指令 役
  - スケバン刑事 コードネーム=麻宮サキ（2006年） - 暗闇警視 役
- さくら隊散る（1988年）
- TOMORROW 明日（1988年）
- リボルバー（1988年）
- 死線を越えて 賀川豊彦物語（1988年）
- 砂の上のロビンソン（1989年）
- 将軍家光の乱心 激突（1989年） - 多賀谷六兵衛 役
- 226（1989年） - 木戸幸一 役
- 女帝 春日局（1990年） - 本多正信 役
- リメインズ 美しき勇者たち（1990年） - 県会議員 役
- 浪人街（1990年）
- さわこの恋（1990年）
- 当選確実（1992年）
- 遠き落日（1992年） - 北里柴三郎 役
- 女殺油地獄（1992年）
- 武闘派仁義（1993年） - 大和田組長 大和田信 役 ※特別出演
- 夢の女（1993年）
- 民暴の帝王（1993年） - 有働吉之助 役
- 眠れる美女（1995年） - 福良 役
- XII - 1118 PROMISE THE MOON（1996年）
- なにわ忠臣蔵（1997年）- 吉良組組長 吉良 役
- 現代仁侠伝（1997年）
- OL忠臣蔵（1997年）
- 陽炎3（1997年）
- シベリア超特急2（2000年）
- しの（2003年）
- 極道の妻たち リベンジ（2000年）
- 弱虫（チンピラ）（2000年） - 月島道雄 役
- 手紙（2002年）
- 許されざる者シリーズ - 大原由達 役
  - 許されざる者 第一章 獅子の血戦（2003年）
  - 許されざる者 第二章 獅子の鎮魂歌（2003年）
- 極道恐怖大劇場 牛頭 GOZU（2003年）- 宮崎 役
- おにぎり ARCADIA物語（2004年）
- ミラーを拭く男（2004年）
- IZO（2004年）
- 男前 日本一の画家になったる!（2005年）
- 寝ずの番（2006年） - 笑満亭橋鶴 役[注釈 10]
- 俺は、君のためにこそ死ににいく（2007年） - 芋飴屋 役
- 転校生 -さよなら あなた-（2007年）
- 22才の別れ Lycoris 葉見ず花見ず物語（2007年）
- 裁判員〜選ばれ、そして見えてきたもの （2007年）
- 夢のまにまに（2008年） - 木室創 役
- 火垂るの墓（2008年） - 町会長（御影）役
- 次郎長三国志（2008年） - 鬼吉の父 役[注釈 10]
- 黄金花（2008年） - 浴陽荘院長 役
- プライド（2009年） - 星野権三郎 役
- 特命女子アナ 並野容子（2009年） - 白川重助会長 役
- 新宿インシデント（2009年） - 大田原 役
- 旭山動物園物語 ペンギンが空をとぶ（2009年） - 韮崎啓介 役
- FLOWERS -フラワーズ-（2010年） - 遠藤壮太朗 役
- 青い青い空（2010年） - お寺の和尚 役[注釈 11]

### テレビドラマ
- 山の彼方（1955年、日本テレビ）
- ひこばえショー 愛すべき狂人たち（1956年、日本テレビ）
- シャープ劇場 「親の光は」（1957年、日本テレビ）
- 東京の青い風（1957年、KRテレビ）
- 相棒（1957年、日本テレビ）
- 浪人横丁（1958年、日本テレビ）
- センチメンタル・ギャング（1958年、KRテレビ）
- 華々しき招待（1959年、NET）
- ヤシカゴールデン劇場 「三太はもう来ない」（1959年、日本テレビ）
- 水道完備ガス見込（1960年 - 1963年、NET）
- 東芝日曜劇場（TBS）
  - 花曇り（1962年）
  - 媒酌人（1962年）
  - しじみ河岸（1962年）
  - 末広（1963年）
  - 空をとぶ妻（1964年）
  - おこりんぼ（1965年）
  - ウーベの子守唄（1966年）
  - へだる（1966年）
  - ライオン狩り（1967年）
  - 松本清張おんなシリーズ・熱い空気（1979年） - 稲村達也 役
- 泣くなマックス（1962年 - 1963年、TBS）
- 夜の十時劇場 「示談屋」（1962年、フジテレビ）
- 文芸劇場 「花粉」（1963年、NHK総合）
- 近鉄金曜劇場（TBS）
  - 誰も知らない（1963年）
  - いのち新平（1963年）
  - 走れ健ちゃん（1963年）
  - 地蔵（1964年）
  - 挑戦（1964年）
  - あのとき夫が...（1966年）
  - 杉の岬物語（1967年）
  - 女ひとり（1967年）
  - 天まであがれ（1967年）
- 欲望の河（1963年、TBS）
- 大河ドラマ（NHK総合）
  - 花の生涯（1963年） - 河井又五郎 役
  - 天と地と（1969年） - 服部玄鬼 役
  - 徳川家康（1983年） - 本多作左衛門 役
  - 八代将軍吉宗（1995年） - 徳川光圀 役
  - 篤姫 （2008年） - 島津斉興 役
- シオノギ日本映画名作ドラマ 「暢気眼鏡」（1963年、NET）
- おとこ大学（1963年 - 1964年、フジテレビ / 東宝）
- おかあさん第2シリーズ（TBS）
  - 第216話「誕生まで」（1963年）
  - 第307話「父ちゃんを追っかけろ」（1965年）
  - 第382話「くじびき」（1967年）
- 日産スター劇場（日本テレビ）
  - 何処へ（1964年）
  - オカシナ君のおかしな一日（1964年）
  - 東京けちんぼ族（1964年）
  - おんなが過ごした時間（1965年）
  - 競馬と女のあるかぎり（1966年）
  - さらばお母ちゃん（1967年）
  - 長屋の姫君（1967年）
- がめつい奴（1964年、日本テレビ / 東宝）
- 虹の設計（1964年 - 1966年、NHK総合）
- 日本映画名作ドラマ 「天衣無縫」（1964年、NET）
- 娘たちの季節（1964年 - 1965年、フジテレビ）
- 天真らんまん（1964年、日本テレビ）
- NHK劇場（NHK総合）
  - 初雪（1965年）
  - もっと光を（1965年）
  - うしろ姿（1966年）
- 王将物語（1965年、よみうりテレビ） - 坂田三吉  役
- マジメ人間（1965年 - 1966年、フジテレビ / 東宝）
- 横堀川（1966年、NHK総合） - 吾平 役
- 青雲五人の男（1966年、日本テレビ）
- シオノギテレビ劇場（フジテレビ）
  - お富の貞操（1966年）
  - 沼津兵学校（1967年）
- 銭形平次 （フジテレビ / 東映）
  - 第24話「捕縄の掟」（1966年） - 新吉 役
  - 第162話「金魚殺人事件」（1969年） - 九助 役
  - 第310話「死ね!八五郎」（1972年） - 左右吉 役
- 剣（日本テレビ / C.A.L.）
  - 第10話「鷺と鳥」（1967年）
  - 第30話「夏すぎて」（1967年）
  - 第44話「巷談森の石松」（1968年） ※兼制作
- 懸賞小説（1967年、NHK総合）
- お庭番（1968年、日本テレビ / C.A.L）
- カツドウヤ一代（1968年、毎日放送） - 牧野省三 役
- 千葉周作 剣道まっしぐら 第23話「剣の心・人の心」（1971年、TBS）- 利助
- 散りぬるを（1971年・東海テレビ）
- さすらいの狼  第10話「竜が見棄てた逃亡者」（1972年、NET / 東映）
- 長谷川伸シリーズ 第8話「江戸の巾着切り」（1972年、NET / 東映） - 芝節の芳蔵 役
- 怪談 第3話「蚊喰鳥」（1972年、毎日放送）- 孝次郎
- 芙蓉の人（1973年、NHK総合） - 野中到 役
- 風の中のあいつ（1973年 - 1974年、TBS）
- 子連れ狼 第2部 第6話「さぶる子」（1974年、日本テレビ / ユニオン映画） - 松五郎 役
- 非情のライセンス（NET / 東映）
  - 第2シリーズ 第11話「兇悪の夢」（1974年） - 長津田 役
  - 第2シリーズ 第79話「兇悪の道しるべ」（1976年） - 久保辰吉 役
- 6羽のかもめ（1974年 - 1975年、フジテレビ）
- 冒険（1975年・東海テレビ）
- 鬼平犯科帳 第10話「人情同心」（1975年、NET / 東宝） - 間十蔵 役
- 赤いシリーズ（TBS）
  - 赤い疑惑（1975年 - 1976年） - 相良英治 役
  - 赤い衝撃（1976年 - 1977年） - 秘書・北川和彦 役
- 夜明けの刑事 第67話「君は妻娘を殺されたらどうする!!」（1976年、TBS / 大映テレビ） - 沢木順一郎 役
- ドラマ人間模様（NHK総合）
  - 「定年後」（1977年） - 岡田誠三 役
- たんぽぽ 第4シリーズ（1977年、日本テレビ）
- 銀河テレビ小説（NHK総合）
  - 女の一生（1977年）
  - 太郎の青春（1980年） - 山本太郎の父 正二郎 役
  - 太郎の卒業（1981年） - 山本太郎の父 正二郎 役
  - 天からやって来た猫（1982年） - 浦野治 役
- 土曜ドラマ（NHK総合）
  - 優しい時代（1978年） - 久保田教頭 役
  - 監査法人 （2008年6月） - 五味栄太郎 役
- 横溝正史シリーズ / 悪魔が来りて笛を吹く（1977年、毎日放送 / 東宝） - 新宮利彦 役
- 土曜ワイド劇場（テレビ朝日）
  - 「松本清張のガラスの城」（1977年12月3日、東映）
  - 「白い手 美しい手 呪いの手」（1979年8月4日、円谷プロ） - 大塚吾郎 役
  - 「京舞妓殺人事件恐怖の浮気出張」（1980年3月29日、朝日放送 / 東映） - 西尾清一 役
  - 「怨霊！あざ笑う人形 危険な未亡人」（1980年8月2日、円谷プロ） - 大塚刑事 役
  - 「怪奇！金色の眼の少女」（1980年12月27日、円谷プロ） - 大塚吾郎 役
  - 「呪いのマネキン人形」（1984年8月18日、円谷プロ） - 大塚刑事 役
  - 「片道切符の花嫁」（1989年6月24日、にっかつ撮影所） - 村上刑事 役
  - 「車椅子の弁護士・水島威シリーズ」（1996年 - 2004年） - 金田監察医 役
  - 「作家 小日向鋭介の推理日記1」（1997年8月23日） - 大河内徹 役
  - 「温泉若おかみの殺人推理9」（2000年12月30日） - 吉川正太郎 役
  - 「タクシードライバーの推理日誌18」（2004年4月3日） - 島田誠吉 役
  - 「瀬戸内しまなみ殺人海流」（2008年2月9日） - 安藤勘助 役
  - 「ショカツの女3」（2009年4月18日） - 矢島兵吉 役
  - 「夏樹静子作家生活40周年記念作品・天使が消えていく」（2010年10月30日、朝日放送）
- 連続テレビ小説（NHK総合）
  - おていちゃん（1978年） - 大沢伝太郎 役
  - 虹を織る（1980年） - 島崎賢次郎 役
  - おしん（1984年） - 川部仙造 役
  - どんど晴れ（2007年） - 佐々木平治 役
- 不信のとき（1978年、東海テレビ）
- 特捜最前線（1979年 - 1986年、テレビ朝日 / 東映） - 蒲生大介 役 ※準レギュラー
- 暴れん坊将軍（テレビ朝日 / 東映）
  - 吉宗評判記 暴れん坊将軍 第109話「天下晴れてのつまみ食い」（1980年） - 寅 ※特別出演
  - 暴れん坊将軍III
    - 第59話（SP）「みちのく血判状! 魔性の谷の決戦!!」（1989年） - 松平氏重 役
    - 第97話（500回記念SP）「将軍琉球へ渡る 天下分け目の決闘」（1990年） - 水戸綱條 役
- 旅がらす事件帖（1980年 - 1981年、関西テレビ / 国際放映） - 尾上兵左衛門 役
- 江戸の朝焼け（1980年 - 1981年、フジテレビ / 東宝） - 棚橋半之助 役
- 太陽にほえろ! 第489話「帰って来たボス -クリスマスプレゼント-」（1981年、日本テレビ / 東宝） - 浜西良夫 役
- 幻之介世直し帖（1981年 - 1982年、日本テレビ / 国際放映） - 伊平次 役
- 源九郎旅日記 葵の暴れん坊（1982年 - 1983年、テレビ朝日 / 東映） - 石谷隼人正 役
- 大奥 第27話「塵に咲く花」・第28話「女帝への階段」（1983年、関西テレビ / 東映） - 玄哲 役
- スチュワーデス物語（1983年・TBS / 大映テレビ） - 松本清治 役
- 裸の大将 第14話「帰って来た裸の大将放浪記」（1984年、関西テレビ / 東阪企画） - アキヤマ 役
- ザ・サスペンス「強情な女」（1984年、TBS / 大映テレビ） - 稲村刑事 役
- 私鉄沿線97分署（1984年 - 1986年、テレビ朝日 / 国際放映） - 捜査課長・滝村兼三警部 役
- 少女に何が起ったか（1985年、TBS） - 東久之 役
- 真田太平記 （1985年 - 1986年、NHK総合） - 豊臣秀吉 役
- スケバン刑事シリーズ（1985年 - 1987年・フジテレビ / 東映） - 暗闇指令 役 [注釈 12]
- プロゴルファー祈子（1987年 - 1988年・フジテレビ / 大映テレビ） - 丸元賢三 役
- 池中玄太80キロシリーズ（日本テレビ） - 楠 英政（楠公さん）役
- 火曜サスペンス劇場（日本テレビ）
  - 「偽りの未亡人」 - 桂健一、桂健夫 （双子役）
  - 「松本清張の坂道の家」（1983年2月、松竹） - 寺島吉太郎 役
  - 「蒼い愛の秘密」（1984年4月） - 守久 役
  - 「京都慕情殺人事件 －あなたは愛のために死ねますか－」（1985年3月19日、ユニオン映画） - 橋口部長刑事 役
  - 「松本清張スペシャル・渡された場面」（1987年7月、NTV映像センター・『霧』企画） - 小寺康司 役
  - 「愛が壊れる!」（1988年9月、総合プロデュース）
  - 「大雪山殺人事件」（1989年8月1日放送、大映テレビ）
  - 「漁火の女」（1990年9月、総合プロデュース）
  - 「灰色無罪」（1993年、東宝）
  - 「娘という名の他人」（1994年5月） - 丸山刑事課長 役
  - 「正当防衛」（1995年10月3日） - 神保繁 役
  - 「小京都ミステリー23」（1998年、大映テレビ） - 富田政太郎 役
  - 「身辺警護5」（2000年、千里） - 海老沢哲也 役
  - 「警部補 佃次郎17・妻の立場」（2003年） - 宇津見浩一 役
  - 「北ホテル」（2004年）
- 松本清張スペシャル・黒い福音（1984年11月、TBS・大映テレビ）
- 年末時代劇スペシャル（日本テレビ）
  - 白虎隊（1986年） - 篠田兵庫 役
  - 奇兵隊（1989年） - 椋梨藤太 役
- TBS大型時代劇スペシャル（TBS）
  - 太閤記（1987年） - 浅野又右衛門 役
  - 徳川家康（1988年） - 酒井忠次 役
  - 織田信長（1989年） - 堀田道空 役
  - 源義経（1990年） - 富樫泰家 役
  - 平清盛（1992年） - 小督の父 役
  - 天下を獲った男 豊臣秀吉（1993年） - 今川義元 役
- 名奉行 遠山の金さん（テレビ朝日 / 東映）
  - 第1シリーズ 第10話「お仙が拾った子」（1988年） - 幸兵衛 役
  - 第7シリーズ 第20話「名探偵?金さん岡っ引きになる」（1996年） - 神崎伝八郎 役
- 月曜・女のサスペンス「広瀬川心中」（1989年、テレビ東京） - 刑事 役
- 木曜ゴールデンドラマ「松本清張サスペンス・結婚式」（1989年、よみうりテレビ・NTV映像センター）
- 月影兵庫あばれ旅 第1シリーズ 第2話「消えた姫君を追え!（後編）」（1989年、テレビ東京 / 松竹） - 岩永頼母 役
- 八百八町夢日記（第1シリーズ：1989年10月 - 1990年9月 / 第2シリーズ：1991年10月 - 1992年9月、日本テレビ） - 観音寺伝蔵 役
- 柳生武芸帳（1990年、日本テレビ / 東映） - 大久保彦左衛門 役
- 人形佐七捕物帳 佐七一番手柄（1990年9月25日、ユニオン映画・テレビ東京） - 吉兵衛
- 鬼平犯科帳（中村吉右衛門版／1989年 - 、フジテレビ／松竹）
  - 第2シリーズ スペシャル『殿さま栄五郎』（1990年4月4日） - 鷹田の平十 役
  - 第3シリーズ『谷中いろは茶屋』（1992年2月5日） - 墓火の秀五郎 役
  - 第5シリーズ『怨恨』（1994年3月16日） - 今里の源蔵 役
  - スペシャル『一本眉』（2007年4月6日） - 相模の彦十 役
  - スペシャル『引き込み女』（2008年10月17日） - 相模の彦十 役
  - スペシャル『高萩の捨五郎』（2010年6月18日） - 相模の彦十 役
- 樅ノ木は残った（1990年、日本テレビ） - 里見十左衛門
- 大逆襲! 四匹の用心棒 （1991年、テレビ朝日 / 東映） - 平久保平左衛門 役
- 二本の桜（1991年、NHK総合） - 高柳清志 役
- 素浪人無頼旅 （1991年、テレビ朝日 / 東映） - 鶴亀の権六 役
- 幕府お耳役檜十三郎（1991年、テレビ東京・松竹） - 京極丹波 役
- また又・三匹が斬る! 第1話「姫君の御毒見役、三匹参上!」（1991年、テレビ朝日） - 岡部帯刀 役
- 影狩り（1992年、フジテレビ / 国際放映） - 篝玄斎 役
- 六つの離婚サスペンス「埋没社員」（1992年2月、関西テレビ・東映） - 専務 役
- 珠玉の女（1992年10月 - 1993年3月、よみうりテレビ・VSO）
- 七つの離婚サスペンス「インターホン症候群の女」（1993年1月、関西テレビ・東映） - 刑事 役
- 乾いて候（1993年、CX）
- 織田信長（1994年、テレビ東京・東映） - 平手政秀 役
- 江戸の用心棒 第1シリーズ 第11話「天高く死者訪れる秋」（1994年、日本テレビ・ユニオン映画） - 北川茂左衛門 役 [注釈 13]
- 付き馬屋おえん事件帳 第3シリーズ 第1話「たった十日の花嫁」（1995年、テレビ東京・松竹） - 岩田伝十郎 役
- 御家人斬九郎 第2シリーズ 初回スペシャル「初春火の用心」（1997年、フジテレビ / 映像京都） - 大森彦十郎 役
- 炎の奉行 大岡越前守（1997年、テレビ東京） - 徳川綱吉  役
- ナショナル劇場 → パナソニック ドラマシアター （TBS / C.A.L）
  - 大岡越前
    - 第14部 第18話「頑固が鉢巻きした男」（1996年10月21日） - 根岸の豊造 役
    - 第15部 第13話「母恋し!」（1998年12月7日） - 丑松 役

  - 水戸黄門
    - 第25部 第32話「嫁を認めぬ頑固者 -八戸-」（1997年8月4日） - 岩倉弥右衛門 役
    - 第26部 第3話「頑固者の意地比べ -堺-」（1998年2月23日） - 岩吉 役
    - 第27部 第27話「恩を返した風来坊 -松井田-」（1999年9月20日） - 長五郎 役
    - 第28部 第3話「箱根の山で敵討ち -箱根-」（2000年3月20日） - 吾平 役
    - 第29部 - 第30部（2001年 - 2002年） - 鍋島元武  役
    - 第31部 第13話「うまい鯛にゃ裏がある -明石-」（2003年1月20日） - 政五郎 役
    - 第33部 第16話「娘を守った幽霊騒動 -出石-」（2004年8月9日） - 沢禅和尚 役
    - ナショナル劇場50周年記念特別企画スペシャル （2006年3月13日） - 紀伊國屋文左衛門  役
    - 第36部 第16話「銘酒を守った頑固者 -宮島-」（2006年11月20日） - 六兵衛 役
    - 第38部 第16話「太鼓叩きゃ出るホコリ -諏訪-」（2008年5月5日） - 坂田伝右衛門 役
    - 第39部 - 第40部（2008年10月 - 2009年7月） - 四代目山野辺兵庫  役
- 月曜ドラマスペシャル（TBS）
  - 叫ぶ骨 -札幌・大沼・羊蹄山殺人行-（1997年8月、HBC） - 藤川 役
  - 一色京太郎事件ノート6（1997年12月22日） - 岩城省三 役
  - 和服デザイナー探偵3（1998年4月13日） - 伊織淳之介 役
  - アドベンチャー探偵の事件簿「函館カニ食べ放題殺人事件」（2000年11月6日） - 桐ヶ谷十三 役
- 松本清張サスペンス特別企画・熱い絹（1998年3月、よみうりテレビ・松竹） - 広沢久太郎 役
- 衛星ドラマ劇場 「櫂」（1999年5月6日 - 20日、NHK BS2） - 佐和島真太郎 役[13]
- 女と愛とミステリー夏樹静子サスペンス「死刑台のロープウェイ」（2001年7月、テレビ東京） - 室伏陽造 役
- 開幕ベルは華やかに（2002年1月3日、テレビ東京） - 加藤梅三 役
- サラリーマン金太郎3（2002年、TBS） - 大須賀義助 役[注釈 14]
- 時空警察part2（2002年、日本テレビ） - 徳川家康  役
- ゴールデンボウル（2002年、日本テレビ） - 風間茂 役
- スーパーテレビ情報最前線特別版 よど号ハイジャック事件122時間の真実 (2002年9月23日、日本テレビ) - 運輸大臣・橋本登美三郎 役
- 相棒 (テレビ朝日） - 北条晴臣（閣下）役
  - season1-最終話「午後9時30分の復讐 特命係、最後の事件 」（2002年12月25日）
  - season4-第1話「閣下の城」（2005年10月12日）[注釈 14]
- 剣客商売 第4シリーズ 第3話「ぶんたろの命」（2003年、フジテレビ / 松竹） - 白金の徳蔵 役
- 月曜ミステリー劇場（TBS）
  - 「陰の季節5 事故」（2003年3月17日）
  - 「おばさん会長・紫の犯罪清掃日記!ゴミは殺しを知っている4」（2003年） - 佐藤駿二 役
- 金曜エンタテイメント『刑事調査官 玉坂みやこ』（2003年7月11日、フジテレビ） - 曽根崎良彦 役
- 菊次郎とさき（2003年、テレビ朝日）
- 温泉へ行こうスペシャル（2004年11月10日、TBS）[14]
- 名奉行! 大岡越前（2005年、テレビ朝日） 
  - 第1シリーズ 最終話「油問屋山崎屋の一件」（2005年6月20日） - 安藤対馬守 役
  - 第2シリーズ 最終話「襲撃された越前!! 涙の父娘…命を賭けた最後の白州」(2006年7月18日) - 佐兵衛 (安藤対馬守) 役
- 『戦国自衛隊・関ヶ原の戦い』（中京テレビ、2006年） - 本多正信 役[注釈 15]
- 報道特別ドラマスペシャル『生と死を分けた理由…アース・クエイク 平成18年春・東京大震災』（2006年、日本テレビ）
- 王様の心臓〜リア王より〜（2007年、日本テレビ） - 剣持高夫 役
- 逃亡者 おりん 第13話「伊賀・道悦の野望」（2007年1月26日、テレビ東京） - 藤森長門 役
- ケータイ捜査官7（2008年10月29日、テレビ東京） - おじいさん 役
- おみやさん第6シリーズ 第6話（2008年12月11日、テレビ朝日） - 佐藤勝治 役
- 必殺仕事人2009　第8話（2009年3月6日、テレビ朝日） - 嘉助 (受け取りの吉蔵) 役
- 落日燃ゆ（2009年3月15日、テレビ朝日） - 広田徳平 役
- 湯けむりスナイパー（2009年4月-6月、テレビ東京） - 謎の男Q 役
  - 湯けむりスナイパー　お正月スペシャル（2010年1月2日、テレビ東京）
- 大魔神カノン（2010年4月 - 10月、テレビ東京） - ジュウゾウ 役
- 月曜ゴールデン「財務捜査官 雨宮瑠璃子6」（2011年2月14日、TBS） - 斉藤実男 役
- ドラマW「再生巨流」（2011年3月6日、WOWOW） - 曾根崎昭三 役
- 土曜時代劇 隠密八百八町 最終話「敵討ち」（2011年3月26日、NHK総合） - 沢島伝右衛門  役[注釈 16]

### 舞台
- 積木くずし（1984年 貝谷隆一 役）
- 座頭市（2007年 哀川翔主演、三池崇史演出）

### 吹き替え
- シャーロック・ホームズの冒険（ジョン・H・ワトスン〈デビット・バーク〉）
- 野生のミジー（ビル・トラヴァース）

### チャリティーキャンペーン番組
- かたつむり大作戦（第7回1982年 - 第30回2005年 KBS京都）
  - 1982年はラジオのみ、1983年からはラジオとテレビ（ラテソン）。南田洋子は第9回1984年から担当[注釈 17]。

### バラエティ
- 東芝ファミリーホール特ダネ登場!?（日本テレビ系）
- ミュージックフェア（フジテレビ系、1965年6月 - 1981年12月）3代目司会者。南田洋子と夫婦で司会
- みんな元気に!健康クイズ（テレビ東京ほか）
- クイズ地球まるかじり（テレビ東京系）
- クイズ笑って許して!（日本テレビ系、1983年10月 - 1985年1月）レギュラー解答者
- とんねるずのみなさんのおかげです（フジテレビ系）コント「近未来警察072」 - 松本三郎隊長 役
- 日本史サスペンス劇場 （日本テレビ系） - 徳川家康 役
- 快傑!コウジ園 （日本テレビほか）（1997年9月まで、『池中玄太80キロ』の楠木デスクの役でオープニングのみ登場）

### Vシネマ
- 雀鬼（2話）
- 真・雀鬼シリーズ（麻雀裏プロの代打ち"牧野"役として複数話出演）
- キタの帝王 闇の咆哮（1997年）
- 二代目商店街（1999年） - 鈴木順之介
- 実録・なにわ山本組 捨身で生きたる! 完結編（2004年）
- 新・日本の首領8（2006年） - 溝口幸治 役 
  - 新・日本の首領 完結編（2006年） - 溝口幸治 役
- 極道の山本じゃ! 捨て身の極道編（2006年）
  - 極道の山本じゃ2 伝説の親分編（2006年）
- ヤクザに学ぶ交渉術（2007年）第1話「常に最悪を覚悟しろ!」 - Z一家A組 A組長 役
- 実録愚連隊の神様 万年東一（2008年）
  - 実録・愚連隊の神様 万年東一 完結編（2008年）
- 獅子の鎮魂歌 許されざる者 第二章（2017年）

### ドキュメンタリー番組
- 報道発 ドキュメンタリ宣言（テレビ朝日） - 妻・南田の看病生活を密着。

### CM
- 大日本除虫菊 キンチョウリキッド（1991年）
  - 同郷の近藤正臣主演のCMに「ニセたぬき」として出演、本たぬきの近藤から追いかけられた。
- 富士急ハイランド「キング・オブ・コースターFUJIYAMA」（1999年）
- ベスタ東海

以下は全て妻の南田と共演。
- カルピス[16]
- 西宮酒造 清酒日本盛「ホームボトル」
- 東京芝浦電気 東芝電子毛布「やすらぎ」
- はごろも缶詰 シーチキン
- サンスター歯磨 ソルトサンスター
- 武田薬品工業 だしづくり
- シャープ シャープテレビデオ
- 森永製菓 ビスケットシリーズ
- 吉運堂（新潟ローカル）
- 興和 キューピーコーワゴールド - 最後の夫婦共演CMとなった。
- 岩崎通信機 ※南田は出演したときとしていないときがあり、声だけの出演だったこともある。

### ラジオ
- 終戦の日特集・奇跡の生還から67年 餓島ふたたび
- ラジオ深夜便 4時台〔明日へのことば〕「妻・南田洋子とわたし（1）俳優 長門裕之」（2010年11月11日、NHKラジオ第1・FM）
- ラジオ深夜便 4時台〔明日へのことば〕「妻・南田洋子とわたし（2）俳優 長門裕之」（2010年11月12日、NHKラジオ第1・FM）
- 海の誘惑（TBSラジオ）
- 長門裕之の男の話（ニッポン放送）

## 著書
- 『われらガチョウ夫婦』〈Live books〉、学習研究社、1978年10月5日。※南田洋子との共著。
- 洋子へ（データハウス、1985年）ISBN 978-4924442252
  - 『洋子へ : 長門裕之の愛の落書集 改訂版』データハウス、1985年12月。（初版にあった一部の不適切表現を改訂している。）
- 待ってくれ、洋子（主婦と生活社、2009年）ISBN 978-4391137477
- 洋子、やっぱりいってしまったのか（主婦と生活社、2010年）ISBN 978-4391139457